# Pardogryllacris spuria
Pardogryllacris spuria är en insektsart som först beskrevs av Brunner von Wattenwyl 1888.  Pardogryllacris spuria ingår i släktet Pardogryllacris och familjen Gryllacrididae. Inga underarter finns listade i Catalogue of Life.